# Heiwa-ike
Koordinaten: 34° 59′ 0″ N, 135° 35′ 0″ O
Heiwa-ike (jap. 平和池, dt. „Heiwa-Teich“) war ein Stausee bei Kameoka in der Präfektur Kyōto in Japan.
Der Stausee lag in den südlichen Bergen des Dorfes Shino, heute ein Stadtteil im Westen von Kameoka. Der Staudamm dieses Teiches, ein Erddamm, war im Jahr 1949 am Fluss Toshitani (年谷川), einem Nebenfluss des Katsura des Yodo-Flusssystems, gebaut worden und hatte eine Höhe von 20 m. 
Der Staudamm brach am 11. Juli 1951. Das Unglück geschah nach mehreren Tagen mit heftigen Regenfällen, in deren Folge der Damm überflutet wurde. Bei dem Dammbruch entstand eine Flutwelle aus Wasser und Schlamm, die sich durch Shino wälzte. Dabei starben 114 Menschen, allein 75 im flussaufwärts gelegenen Ortsteil Kasebara. Einige Leichen wurden erst Jahre später bei Aushubarbeiten gefunden. Es entstand zudem ein Sachschaden in Höhe von 300 Millionen Yen.